# Santissima Trinità della Missione
Santissima Trinità della Missione, även benämnd Santissima Trinità a Montecitorio, var en kyrkobyggnad i Rom, helgad åt den heliga Treenigheten. Kyrkan var belägen vid Via della Missione i Rione Colonna.

## Historia
På denna plats fanns i slutet av 1500-talet ett palats, vilket tillhörde Domenico Toschi, kardinalpräst av San Pietro in Montorio. På 1620-talet överläts palatset åt Lazaristorden (latin: Congregatio Missionis), grundad år 1625 av Vincent de Paul i Paris. Omkring år 1642 uppfördes ett kloster och en kyrka, bland annat bekostad av en donation av Maria de Vignard, hertiginna av Aiguillon. Kyrkan byggdes om åren 1739–1743 efter ritningar av ordens arkitekt Bernardo Della Torre och nykonsekrerades den 14 juli 1743 av Ferdinando Maria de Rossi, titulärärkebiskop av Tarsus och generalvikarie för Roms stift, sedermera kardinal. Ombyggnaden bekostades av Giacomo Lanfredini, kardinaldiakon av Santa Maria in Portico Campitelli.
År 1876 exproprierades kyrkan och klostret av italienska staten. Orden flyttade då till Sant'Apollinare och senare till Via Pompeo Magno i Rione Prati, där kyrkan Santissima Trinità della Missione in Prati senare uppfördes. Kyrkan dekonsekrerades år 1915 och revs 1915–1916. Det forna kyrkorummet tillhör numera Italiens deputeradekammare; kyrkans portal vid Via della Missione finns dock kvar.

## Interiören
Interiören var treskeppig med absid. Högaltarmålningen Den heliga Treenigheten av Sebastiano Conca återfinns sedan år 1920 i Collegio Leonino.
Kyrkan hade sex sidokapell, tre på vardera sida.

### Höger sida
Cappella dei Santi Francesco di Sales e Giovanna Francesca de Chantal
Första sidokapellet på höger hand var invigt åt de heliga Frans av Sales och Jeanne-Françoise de Chantal och hade en altarmålning av Joseph-Marie Vien.
Cappella della Sacra Famiglia
Det andra kapellet var invigt åt den heliga Familjen. Altarmålningen Den heliga Familjen i timmermansverkstaden utfördes av Giuseppe Bottani.
Cappella di San Paolo
Tredje kapellet på höger hand var invigt åt den helige aposteln Paulus och hade altarmålningen Den helige Pauli omvändelse av Salvatore Monosilio, en av Sebastiano Concas elever.

### Vänster sida
Cappella dell'Assunzione di Maria
Första sidokapellet på vänster hand var invigt åt Jungfru Marie himmelsfärd med en målning av Salvatore Monosilio.
Cappella di San Vincenzo de' Paoli
Detta kapell var invigt åt den helige Vincent de Paul. Altarmålningen Den helige Vincent de Pauls predikan utfördes av Aureliano Milani.
Cappella dei Santi Carlo Borromeo e Filippo Neri
Det tredje kapellet var invigt åt de heliga Carlo Borromeo och Filippo Neri med en altarmålning av Pietro Perotti från Verona.

## Bilder
| - Santissima Trinità della Missione (vid pilen) på Rodolfo Lancianis karta över det antika och moderna Rom från år 1893–1901. |